# Гриньковщина
Гринько́вщина (бел. Грынько́ўшчына) — деревня в составе Станьковского сельсовета Дзержинского района Минской области Беларуси. Деревня расположена в 16 километрах от Дзержинска, 37 километрах от Минска и 14 километрах от железнодорожной станции Койданово.

## История
Известна со 2-й половины XVIII века, как село Гринюки в Минском повете Минского воеводства Великого княжества Литовского. В 1779 году — 9 дворов. С 1793 года, после второго раздела Речи Посполитой — в составе Российской империи. В 1800 году насчитывалось 35 дворов, владение князя Доминика Радзивилла, позже — графа Чапского, в 1865 году насчитывалось 65 жителей мужского пола. В 1858 году насчитывалось 16 ревизионных душ.
В середине XIX—начале XX века деревня в Станьковской волости Минского уезда Минской губернии. В 1897 году — 6 дворов, 60 жителей, действовала церковь на кладбище и торговая лавка. В 1917 году — 13 дворов, 78 жителей. С 9 марта 1918 года в составе провозглашённой Белорусской Народной Республики, однако фактически находилась под контролем германской военной администрации. С 1 января 1919 года в составе Советской Социалистической Республики Белоруссия, а с 27 февраля того же года в составе Литовско-Белорусской ССР, летом 1919 года деревня была занята польскими войсками, после подписания рижского мира — в составе Белорусской ССР. С 20 августа 1924 года — деревня в Станьковском сельсовете Койдановского района Минского округа. С 29 июня 1932 года в Дзержинском районе, с 31 июля 1937 года — в Минском, с 4 февраля 1939 года вновь в Дзержинском районе, с 20 февраля 1938 года — в Минской области. В 1926 году — 14 дворов, 71 житель. В годы коллективизации организован колхоз.
В Великую Отечественную войну с 28 июня 1941 года до 7 июля 1944 года под немецко-фашистской оккупацией. Во время войны на фронте погибли 3 жителя деревни. В 1960 году — 48 жителей, в 1991 году — 7 дворов, 14 жителей. Деревня входила в колхоз имени Ленина.

## Население
| Численность населения (по годам) | Численность населения (по годам) | Численность населения (по годам) | Численность населения (по годам) | Численность населения (по годам) | Численность населения (по годам) | Численность населения (по годам) |
| 1897                             | 1917                             | 1926                             | 1960                             | 1991                             | 1999                             | 2004                             |
| -------------------------------- | -------------------------------- | -------------------------------- | -------------------------------- | -------------------------------- | -------------------------------- | -------------------------------- |
| 60                               | ↗ 78                             | ↘ 71                             | ↘ 48                             | ↘ 14                             | ↘ 10                             | ↗ 11                             |
| 2010                             | 2017                             | 2018                             | 2020                             |                                  |                                  |                                  |
| ↘ 9                              | ↗ 12                             | → 12                             | ↗ 13                             |                                  |                                  |                                  |